# Kostel svatého Bartoloměje (Přebuz)
Kostel svatého Bartoloměje je římskokatolický, v minulosti farní kostel v Přebuzi v okrese Sokolov v Karlovarském kraji. Od roku 1963 je chráněn jako kulturní památka České republiky.

## Historie
Současný kostel je v pořadí třetím kostelem v Přebuzi. Prvním byl gotický, postavený pravděpodobně v první polovině 16. století. První písemná zmínka o něm je z roku 1555, roku 1567 je uváděna fara. Původní katolický kostel byl přestavěn na luteránský. V přebuzské pozemkové knize je zápis z roku 1578 o tom, že jistý Georg Lorenz přivezl kámen na přestavbu kostela. Stavebním kamenem byla přebuzská žula z lomu u východního okraje obce. Současný, pozdně barokní kostel, byl dostavěn nejspíše roku 1787. Literatura však uvádí i jiné údaje o roku výstavby kostela. Jistý je však údaj žádosti o povolení výstavby, který je datována rokem 1778. Stavitelem byl sokolovský mistr Johann Andreas Leistner, který stavěl pro Nostice. Pozemek pro stavbu kostela uvolnil na úkor vlastní zahrady místní kantor Wenzel Krisch. Stavbu financovali převážně sami farníci. V sousedství kostela se nachází bývalá fara, barokní stavba na místě původní staré fary, doložené roku 1567.

## Architektura
Původní kostel byl pozdně gotickou jednolodní stavbou z první poloviny 16. století. Současný kostel je jednolodní obdélnou stavbou s polokruhovým závěrem presbytáře a s obdélnou sakristií v ose kostela. Vstupní západní průčelí je členěno dvěma pilastry, portál s ostěním je zakončen trojúhelným štítem. Zde se nachází chronogram 1787. Vnější stěny mají rytmizovaná vpadlá pole. Střecha je sedlová s osmibokým sanktusníkem s vysokým jehlanovitým zakončením. Je nově pokryta měděnou krytinou.

## Interiér
Loď i presbytář jsou s lunetami, stěny jsou po celé délce rytmizovány pilastry s antikizujícími hlavicemi. Triumfální oblouk je ukončen obloukem, kruchtu nese jeden mohutný sloup a dva pilíře. Vybavení kostela je převážně rokokové. Hlavní oltář byl sestaven v Chebu. Po stranách retabula jsou pozdně barokní sochy sv. Václava a sv. Jana Nepomuckého.

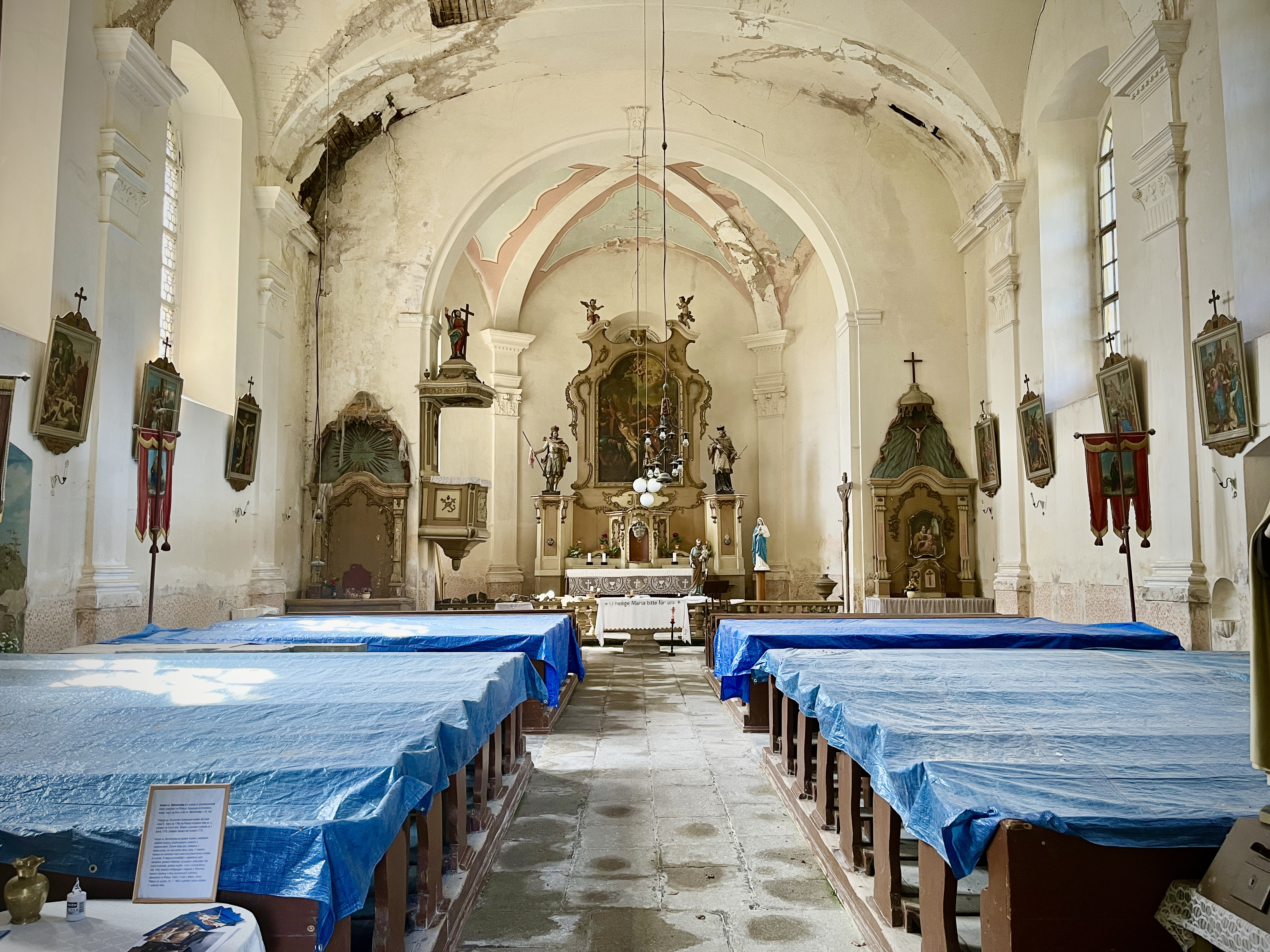
Interiér kostela v roce 2024

Oltář je opatřen obrazem Umučení sv.  Bartoloměje. Autorem oltářního plátna je jindřichovický malíř Franz Sattler, jemuž bylo předlohou jiné umělecké ztvárnění. Plátno není datováno, předpokládá se, že dílo vzniklo koncem 18. století. Kdysi byla na hlavním oltáři umístěna barokní řezba Piety z roku 1782, ta je nyní mimo kostel. Další oltáře jsou rovněž rokokové. Na evangelní straně se nachází oltář Panny Marie, kdysi s barokními sochami sv. Zachariáše a sv. Alžběty po stranách vrcholového oltářního nástavce. Na epištolní straně je oltář sv. Josefa, v minulosti s barokními sochami sv. Jáchyma a sv.  Anny v nástavci, v retabulu je umístěna malba sv. Josefa s Ježíškem od sokolovského malíře Richarda Krautmanna. Pod presbytářem se nachází žulový náhrobek s vročením 1779 a nese vyobrazení kalichu. Pozoruhodnou památkou kostela je pozdně gotická křtitelnice z 15. století s motivem trojlistu, vytesaná z přebuzské žuly. Z doby kolem roku 1500 pochází vzácný gotický polychromovaný krucifix. Tělo Krista je 140 centimetrů vysoké. Mimo oltáře se nachází řezba sv. Floriána z druhé poloviny 18. století. Kostelní zvon odlil z cínového bronzu roku 1565 mistr Wolfgang Hilger z Perninku a jeho zvuk svolává poutníky v den svátku sv. Bartoloměje. Zvon je vyzdoben erbem a iniciálami mistra zvonaře. Barokní varhany pocházejí z dílny tachovských Gartnerů a do kostela byly převezené roku 1828 z Kopist u Mostu. Historicky a umělecky zajímavým je obraz, který zobrazuje vedutu Přebuzi po ničivém požáru 25. července 1869. Kostel však při požáru zůstal uchráněn. Obraz nechal namalovat a kostelu věnoval kraslický rodák Richard Dotzauer. Kompozici plátna dominuje z mračen vystupující postava sv. Jakuba Většího, jenž se modlí za ohněm zničené město. Obraz maloval nejspíš některý z regionálních umělců. Mnohé z artefaktů se v současné době nacházejí mimo interiér kostela.

## Bohoslužby
Slavnostní mše se koná jednou ročně, první sobotu po svátku sv. Bartoloměje, který se slaví 24. srpna. Této mše se účastní každoročně mnoho místních rodáků.